# Info Magazine
Ne doit pas être confondu avec .info (magazine).
Info Magazine (souvent abrégé en Info, ou encore appelé Info Clermont Métropole pour la zone de diffusion concernée) est un journal gratuit créé en 1982. Il fut l'un des premiers journaux d'information gratuits de France.
Le titre est diffusé dans le Puy-de-Dôme, la Haute-Vienne et l'Allier. Il compte quatre éditions :
- édition hebdomadaire sur Clermont Auvergne Métropole (Puy-de-Dôme) - 100 000 exemplaires
- édition hebdomadaire sur Limoges (Haute-Vienne) - 85 000 exemplaires
- édition mensuelle à Riom (Puy-de-Dôme) - 27 0000 exemplaires
- édition mensuelle à Vichy (Allier) - 25 000 exemplaires

## Présentation
Info Magazine fut l'un des leaders de la petite annonce sur sa zone de diffusion. Le journal contient de nombreuses pages magazine qui ont contribué à son succès.
Il travaille désormais en partenariat avec Top Annonces et ilyatout.fr, à la suite du rachat du journal en 2016 par Les Éditions Info Magazine.
Info Magazine organise une fois par an le Troc Info à la Grande Halle d'Auvergne. Ce marché aux puces réservé aux particuliers attire des milliers de visiteurs et exposants.

## Rédaction

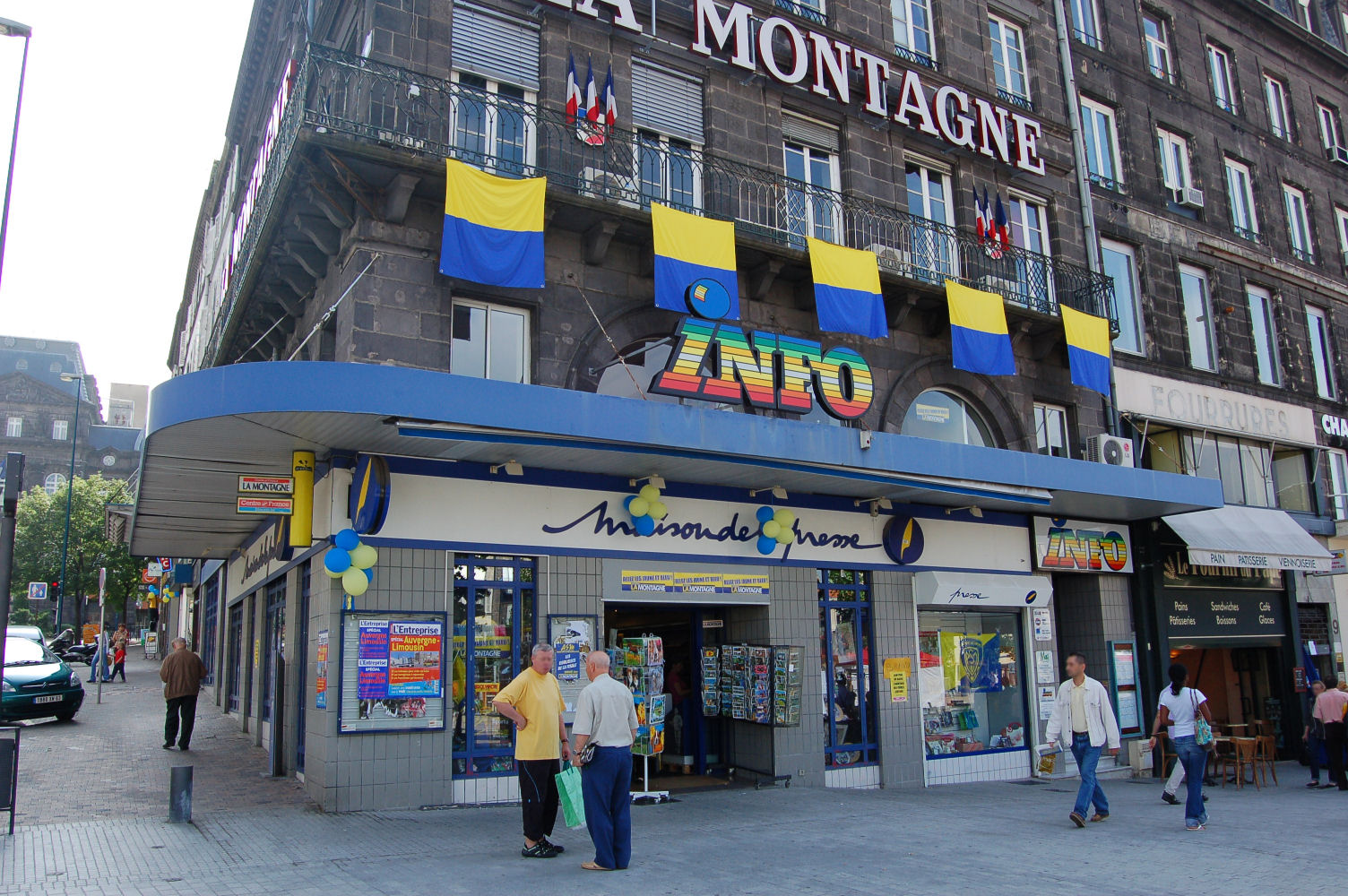

Le rédacteur en chef d'Info Magazine est Laurent Raynaud. Il travaille avec une dizaine de journalistes professionnels, dont des pigistes, sur trois départements.
Le journal couvre l'actualité locale dans les domaines plus variés comme la politique, le sport, l'économie, la culture ou tout autre sujet d'intérêt général.
Parmi les personnalités qui ont collaboré avec le journal, on peut signaler l'écrivain clermontois Serge Camaille dans les années 1990.